# Santo Amaro do Maranhão
Santo Amaro do Maranhão é um município brasileiro do estado do Maranhão. Sua população estimada, em 2022, era de 13.949 habitantes. De acordo com o IBGE, em 2013 era considerado o quinto município mais pobre do Brasil.
Santo Amaro do Maranhão limita-se ao Norte com o Oceano Atlântico; a Leste e ao Sul com o município de Barreirinhas; a Oeste com o município de Primeira Cruz.
É um importante polo turístico, com o Parque Nacional dos Lençóis Maranhenses. Sua estrutura de serviços é composta por pousadas, restaurantes, farmácias, agencias de receptivo e prestadores de serviços credenciados (veículos 4x4) junto ao ICMBio e a Secretaria Municipal de Turismo para operar no Parque. O acesso à cidade é feito através da rodovia BR-135, depois seguindo pela MA-402 e, por fim, mais 36 km de estrada asfaltada até o portal da cidade. Desde agosto/2021, foi entregue a estrada e as pontes que permitem acesso de carro até a cidade.
Possui também agências dos Correios e dos bancos do Brasil, Bradesco e Caixa Econômica Federal (por meio do serviço Caixa Aqui). É banhada pelo Rio Alegre e pelo Lago de Santo Amaro.

## História
Em pesquisas do geógrafo José Ribamar Trovão a partir de relatos de moradores, a ocupação da região de Santo Amaro teria ocorrido a partir dos jesuítas que foram expulsos de Tutoia. Ao chegar à região, teriam pedido ao proprietário das terras a doação do terreno. No entanto, posteriormente, foram novamente expulsos, tendo acampado em uma restinga próxima às dunas. O jesuíta mais antigo do grupo, de nome Amaro, veio a falecer, e os demais deram o nome ao lugar de Santo Amaro, como homenagem a ele, e depois partiram.
Um português de nome Alfredo acompanhava o grupo, gostou do lugar e resolveu ficar.
Um morador de São Luís chamado José Joaquim dos Anjos, em viagem a Tutoia Velha, apaixonou-se por um jovem do lugar, filha de um fazendeiro. Um ano depois, voltou a Tutoia Velha e casou-se com ela, tendo se hospedado com Alfredo. Gostando do lugar, resolveu morar ali com a esposa.
Na região, Joaquim construiu uma igreja, marco inicial da povoação, para a qual ele doou uma imagem de Santo Amaro.
A pesquisa a respeito das origens do município, no entanto, ainda requer aprofundamento e consulta documental para confirmação dos relatos populares.
Em 1994, por meio da lei estadual nº 6.127/1994, foi criado o município de Santo Amaro do Maranhão, desmembrado de Primeira Cruz. 

## Geografia

### Relevo
O relevo do município é formado por grandes planícies fluviais e fluvio-marinhas, áreas planas e baixas, recortadas por canais de circulação de águas salobras. Existe a formação de dunas móveis de vários tamanhos, que avançam sobre a vegetação do cerrado em direção ao continente.

### Clima
O clima é o tropical úmido, dividido dois períodos: chuvoso de janeiro a junho e estiagem de julho a dezembro. A temperatura média anual é superior a 27° C, com a umidade relativa do ar anual variando de 76% e 82% e os totais pluviométricos entre 800 e 2.000 m.

### Hidrografia
O município faz parte da bacia hidrográfica dos rios Periá e Preguiças, além dos rios: Juçaral, Negro, Bacabinha, das Pedras, Grande, Queimado, Alegre; pelos riachos: Gengibre, Baixa Funda, Mirinzal, Mundo Novo, São Bento, Pedro Reiro, do Sucuriú, da Cabeceira, São Domingos e Baixo do Buritizal, dentre outros; além dos lagos: do Gengibre, Travosa e Santo Amaro.

### Vegetação e biodiversidade
A vegetação é caracterizada pela presença de restingas, pastagens, manguezais, campos de dunas, campos inundáveis e cerrado.
A vegetação do município é caracterizada por gramíneas em campos inundáveis, várzeas em áreas mais rebaixadas, localizadas principalmente entre paleodunas, as quais alagam durante o período chuvoso. Em Santo Amaro, ocorrem formações abertas e rasteiras em áreas planas; capoeira mista e capoeirão latifoliado; mata ciliar; vegetação de restinga, composta de vegetação rasteira e, porvezes, arbustiva ou arbórea, além de vegetação de dunas caracterizada por plantas rasteiras como a salsa-de-praia (Ipomeapes-caprae)
As unidades de conservação do município são a APA de Upaon-Açu-Miritiba-Alto Preguiças e o Parque Nacional dos Lençóis Maranhenses.

### Demografia
De acordo com o Censo Demográfico de 2010, 77,72% da população do município é católica romana e 12,35% evangélica.
Em 2022, 60,2% da população vivia na zona rural e 39,8% na zona urbana.
Em 2022, 80,3% da população era parda, 14,3% era branca e 5,3% era preta.

## Economia

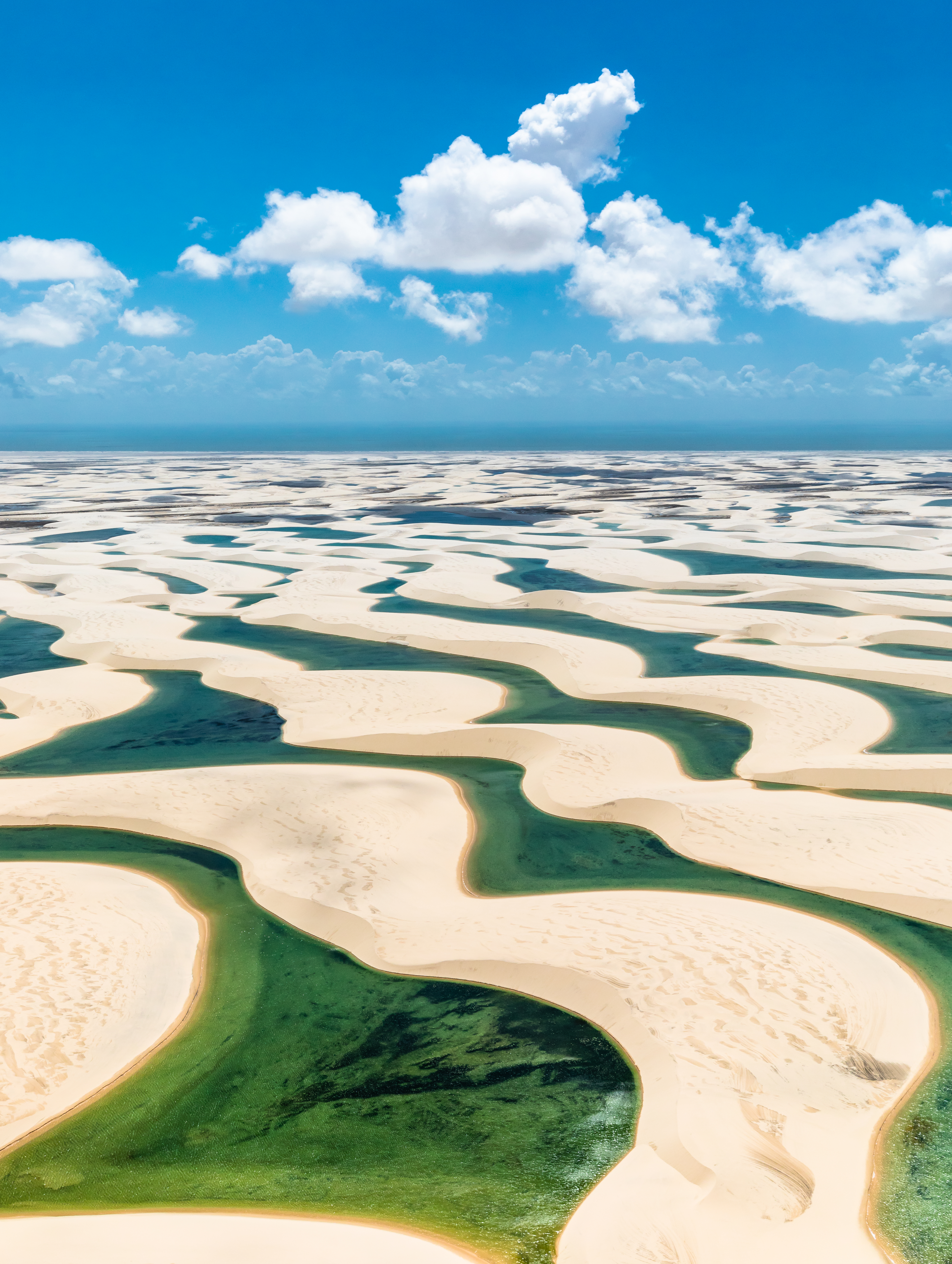
Dunas e lagos nos Lençóis Maranhenses

O PIB do município ficou, em 2021, em R$ 95.955.928, correspondendo ao 172º maior PIB do estado.
A distribuição setorial do PIB em 2018 ficou: Agropecuária (10,42%), Indústria (2,64%), Serviços- Administração, defesa, educação e saúde públicas e seguridade social (65,03%) e Serviços- Demais setores (21,91%).
A agricultura local conta com a plantações de castanha de caju (maior produtor do estado), além de produzir mandioca, arroz, milho, feijão, coco e bananas.
O turismo para os Lençóis Maranhenses tem papel fundamental para a economia do município.
No entanto, em 2022, o município estava entre os dez mais pobres do país.

## Organização Político-administrativa
O Município maranhense de Santo Amaro do Maranhão possui uma estrutura político-administrativa composta pelo Poder Executivo, chefiado por um Prefeito eleito por sufrágio universal, o qual é auxiliado diretamente por secretários municipais nomeados por ele, e pelo Poder Legislativo, institucionalizado pela Câmara Municipal de Santo Amaro do Maranhão, órgão colegiado de representação dos munícipes que é composto por 11 vereadores também eleitos por sufrágio universal.

### Atuais autoridades municipais
- Prefeito: Leandro Moura - PC do B (2024/-)[14]
- Vice-prefeito: Maria José do Sindicato - PT (2024/-)[14]
- Presidente da Câmara: Geni da Silva Souza - PSD (2024/-)[15]

## Infraestrutura

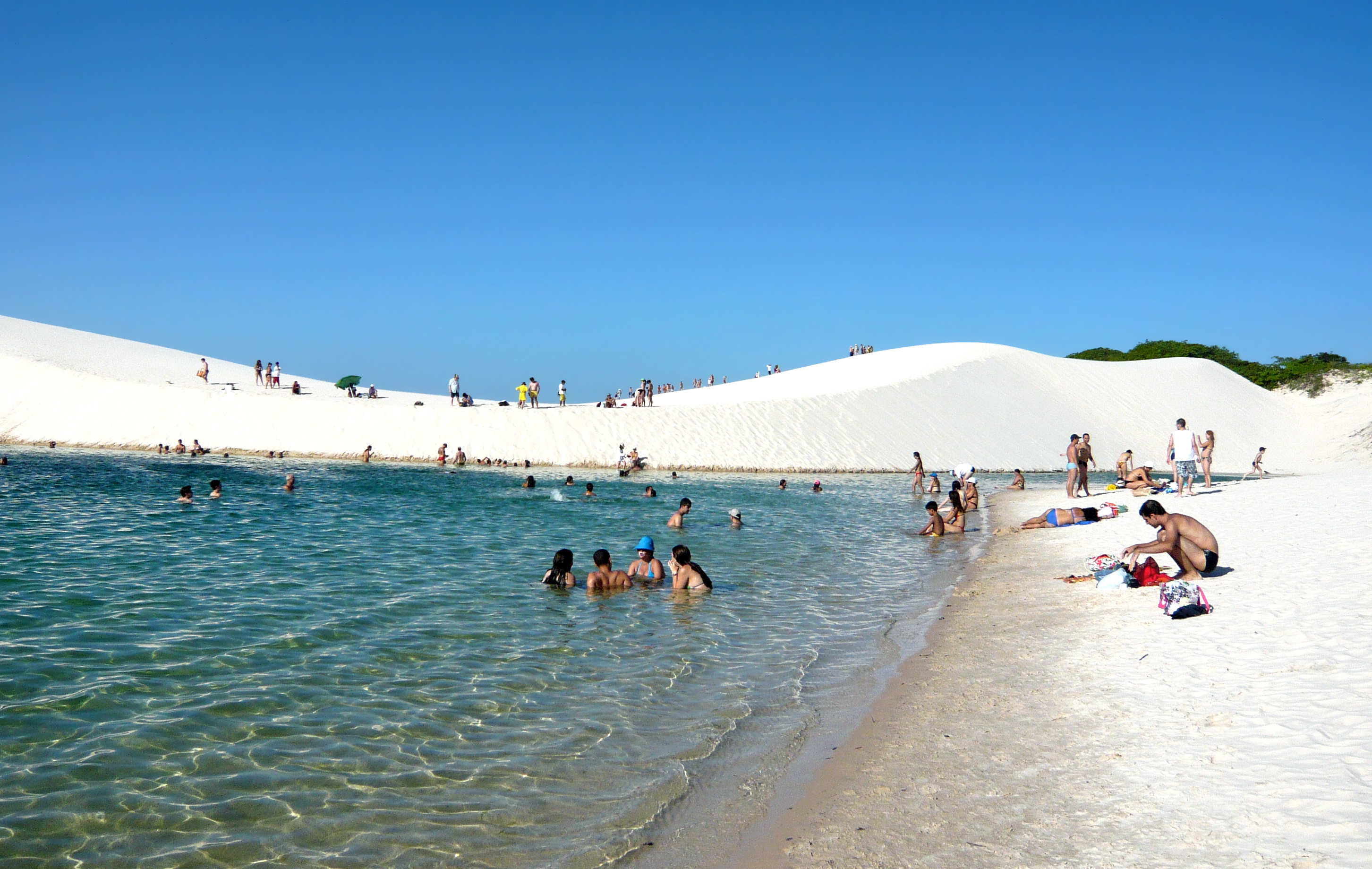
Turistas se banham nas lagoas do parque

### Rodovias
Santo Amaro pode ser alcançado através da MA-320, que liga o município à BR-402.

### Educação
No município, há 43 escolas municipais e 1 estadual.

### Saúde
A principal unidade de saúde é o Hospital Municipal de Santo Amaro.

## Turismo e cultura

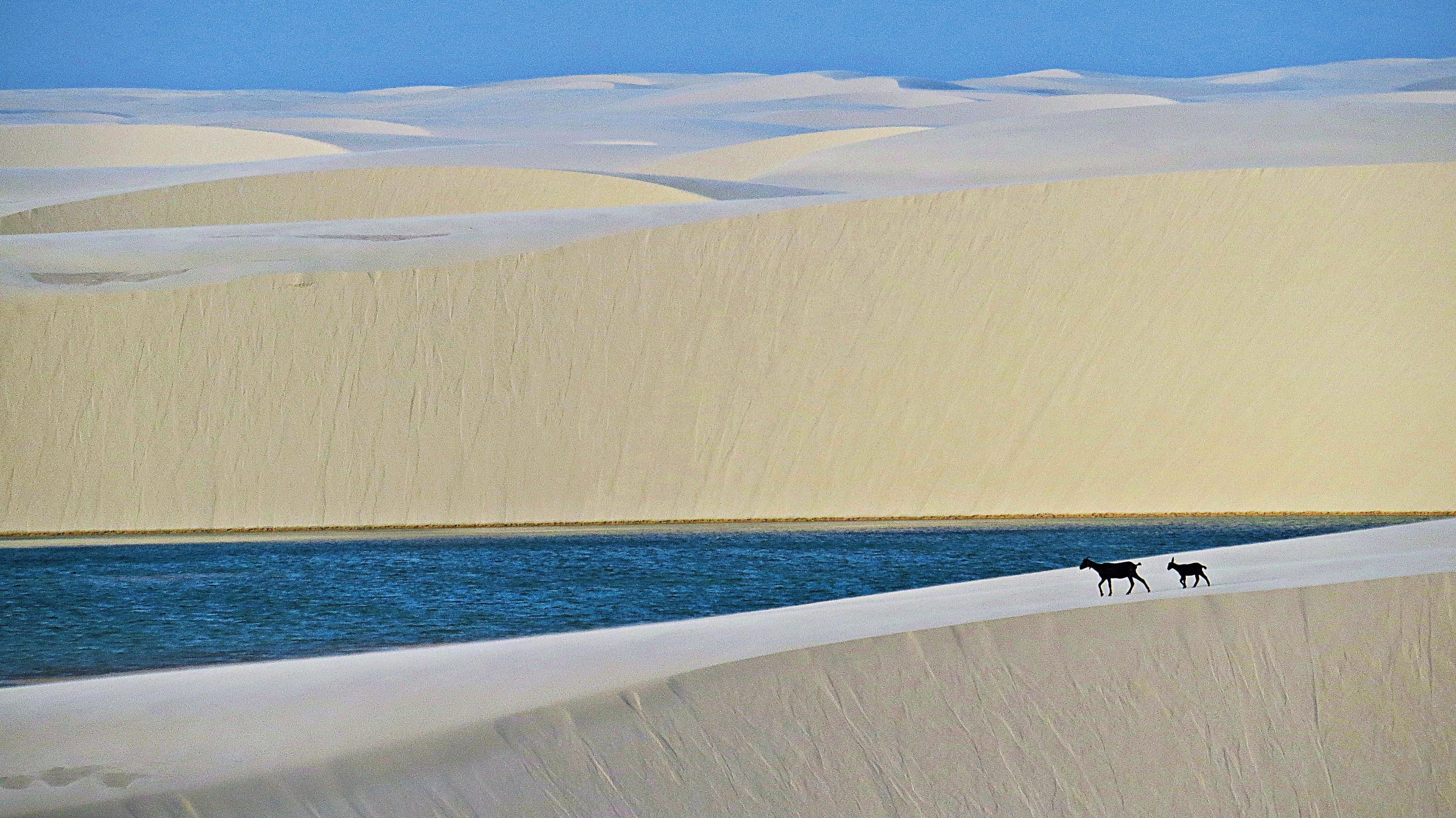
Lençóis Maranhenses

Santo Amaro é um dos acessos e o mais próximo para o Parque Nacional dos Lençóis Maranhenses (o outro é a mais conhecida cidade de Barreirinhas) e é acessível através de veículos 4x2 até o final do asfalto nos estacionamentos no bairro Olho d'Água. O parque é dividido entre os municípios de Santo Amaro, Barreirinhas e Primeira Cruz, embora essa última possua apenas uma pequena parte constituída principalmente por manguezais. O acesso a Santo Amaro está à 36 km a partir da BR 402. 
Dentre os pontos turísticos do local, destacam-se a Lagoas da Gaivota, da Andorinha, da Sonda, das Emendadas, da América, da Esperança, e outras. Há também os lagos: Santo Amaro, Boa Vista, Bebedouro, Queimada dos Britos e outros.
As praias de areia branca e as trilhas em meio ás restingas, olhos d'água e buritizais também são destaque no município.
O rio Alegre também é um importante ponto turístico.
Os pontos turísticos da cidade também serviram de cenário para os filmes Casa de Areia e Betânia.

As principais manifestações culturais são as festas religiosas de São Sebastião e Nossa Senhora da Conceição, além dos festejos juninos, com destaque para o bumba-meu-boi sotaque de matraca e orquestra, tambor de crioula, quadrilhas, dança country, dança portuguesa, cordão de São Gonçalo e outras.